# Thaumastochloa striata
Thaumastochloa striata är en gräsart som beskrevs av Marc Simon Maria Sosef och De Koning. Thaumastochloa striata ingår i släktet Thaumastochloa och familjen gräs. Inga underarter finns listade i Catalogue of Life.